# 파쿤도 펠리스트리
파쿤도 펠리스트리 레보요(Facundo Pellistri Rebollo, 2001년 12월 20일 ~ )는 우루과이의 축구 선수이며, 현재 파나티나이코스에서 윙어로 뛰고 있다.

## 클럽 경력
펠리스트리는 페냐롤에서 청소년 클럽 졸업했으며 리버 플레이트 몬테비데오와 라 피카다의 청소년 클럽에서도 뛴 바 있다. 그는 2019년 8월 11일에 2-2로 비긴 데펜소르 스포르팅전에서 데뷔전을 치렀다. 그의 첫 골은 2019년 11월 6일에 3-1으로 승리한 CA 세로전에서 나왔다.
2020년 10월 5일 맨체스터 유나이티드와 5년 계약과 1년 연장 옵션이 포함된 계약을 맺고 이적했다. 언론 보도에 따르면 이적료는 1000만 유로이다.
2021년 1월 31일 스페인 라리가의 데포르티보 알라베스로 임대되었다.
2023-24 시즌 중 그라나다로 임대되었다.
2024년 8월 21일, 펠리스트리는 그리스 수페르리가의  파나티나이코스와 4년 계약을 맺었다. 이적료는 600만 유로와 200만 유로의 보너스 조항이 있는 것으로 알려졌다. 또한 맨체스터 유나이티드는 45%의 매각 조항과 3년의 바이백 옵션을 가졌다.